# Niederrheinische Verkehrsbetriebe Aktiengesellschaft
NIAG (Niederrheinische Verkehrsbetriebe Aktiengesellschaft) is een Duits OV-bedrijf dat onder andere de lijnbussen exploiteert in het Duitse Nederrijngebied en het aansluitende Nederlandse grensgebied. De NIAG ontstond in 1968 uit een samenvoeging van de Straßenbahn Moers-Homberg GmbH, de Kreis Moerser Verkehrs und Versorgungsbetrieben (KMV) en de Niederrheinischen Automobilgesellschaft mbH (NIAG).
Het bedrijf heeft zijn hoofdkantoor in Moers. Het is een onderneming van de gemeentes Moers, Duisburg en Wesel, Kreis Wesel, Kreis Kleve en de firma Rhenus Veniro GmbH & Co. KG, die 51% van de aandelen bezit. 
NIAG rijdt met zo'n 250 eigen en ingehuurde bussen en onderhoudt daarmee ook busverbindingen met Nederlandse plaatsen zoals vanuit Emmerik met 's-Heerenberg, met Nijmegen via Kleef en Kranenburg, vanuit Kleve met Millingen aan de Rijn en vanuit Duisburg met Venlo (drie keer per werkdag en twee keer op Zaterdag). Tot april 2006 reden de bussen van lijn 24 van Syntus vanuit Doetinchem via 's-Heerenberg door naar Emmerik. De NIAG kreeg door een lagere offerte te doen in 2006 de concessie voor het traject 's-Heerenberg - Emmerik.
De huisstijl van de NIAG bestaat uit horizontale banen in blauw en wit; locomotieven hebben daarnaast ook groene belettering.

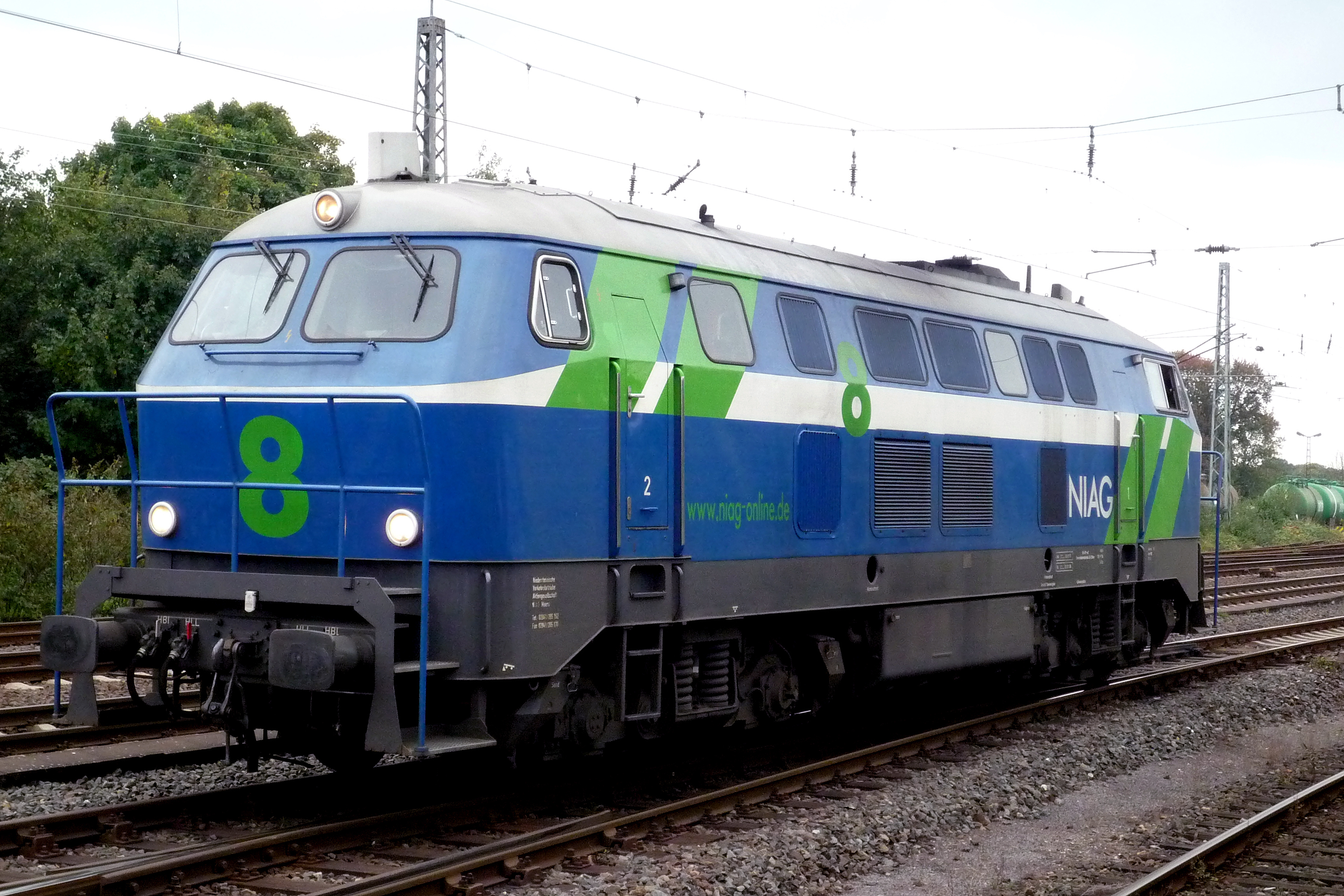
NIAG Loc 8